# 鍾馗半兵衛

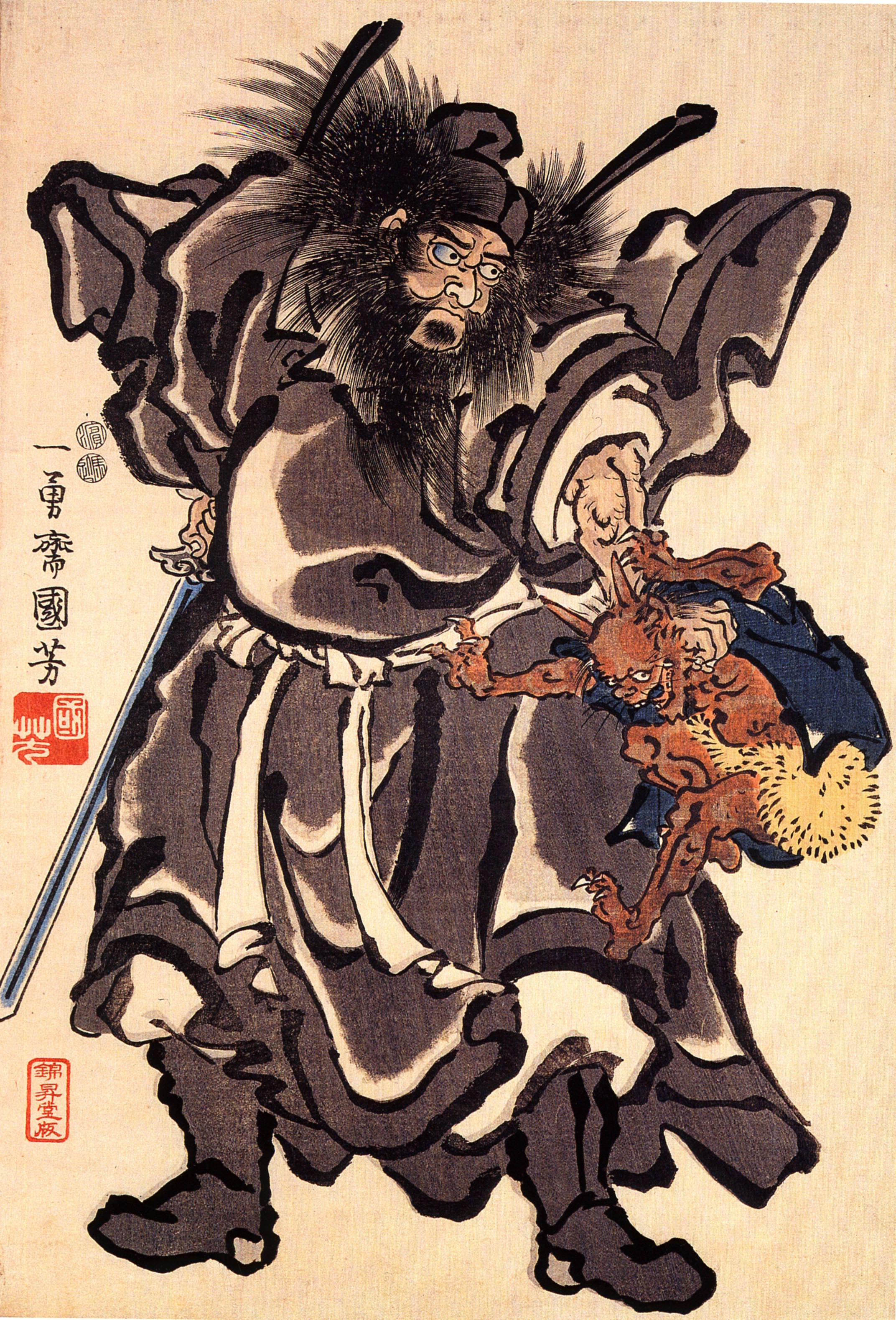
邪鬼を祓う神・鍾馗。歌川国芳画。

鍾馗 半兵衛（しょうき はんべえ、生年不詳 - 1686年）は、江戸時代前期（17世紀）に実在したとされる日本の侠客である。鍾馗の半兵衛（しょうき の はんべえ）とも。町人出身の江戸の町奴であり、旗本奴と対立した。

## 人物・来歴
生年月日・生地ともに不詳である。
延宝年間（1673年 - 1681年）から、天和（1681年 - 1683年）、貞享年間（1684年 - 1687年）にかけての時期、紅葉安兵衛、手塚十兵衛（手槌十兵衛）、花江六兵衛らと徒党を組み、町奴「鍾馗一家」を構えた。
旗本奴「大小神祇組」が、御家人であることを笠に着て、江戸市中を我が物顔に振舞うのに、かねてから多くの町人はたまりかねていた。そこで、1686年（貞享3年）、桜井和泉太夫を見物するため日本橋堺町（現在の東京都中央区日本橋人形町）の芝居小屋にいた、「大小神祇組」の矢頭藤助と松井新五兵衛を、紅葉・手塚・花江らとともに襲撃し、結果的には矢頭に斬殺される。正確な享年および没日は不明である。このとき紅葉らは負傷し、矢頭はあとから駆けつけた大工半兵衛が討ち取り、松井は逃げ切った。同芝居小屋に居合わせた観客たちは大工をかばい、彼らの機転で、町奉行の許へは「矢頭・鍾馗の相討ち」と伝わったという。
この事件は、同年10月（貞享3年9月）に幕府大目付・中山勘解由（中山直守）が行った大規模なかぶき者取締りに発展し、旗本奴の無頼集団「大小神祇組」は壊滅した。

## 伝説・物語
半兵衛が名乗った「鍾馗」という名、そして町人たちにとっての恐怖の対象である旗本奴を追い払う半兵衛の物語は、邪鬼を祓う中国の神・鍾馗を思わせるが、日本では室町時代（14世紀 - 16世紀）に鍾馗信仰が発生している。
1852年（嘉永5年）、三代目歌川豊国（歌川国貞）が市村座での『名誉仁政録』を描き、三代目關三十郞演じる「鍾馗半兵衛」、初代坂東しうか演じるところの「鍾馗半兵衛女房お千代」が登場している。史実の上では、半兵衛に妻がいたのか、それがお千代であったかは定かではない。
1866年（慶応2年）、豊原国周が『春霞大江戸達引』で五代目坂東彦三郎演じる「鍾馗半兵衛」を描き、翌1867年（慶応3年）には『男達鍾馗半兵衛』で二代目市川九蔵（のちの六代目市川團蔵）演じる姿を描く。
映画においては、1912年（大正元年）、横田商会から日活京都撮影所に変わったばかりの同撮影所で、『鍾馗の半兵衛』が製作されたのみであり、同作の公開の詳細は不明である。

## テアトログラフィ
歌舞伎で「鍾馗半兵衛」を演じたおもな俳優の一覧である。生誕順。
- 六代目 市川團蔵、二代目 市川九蔵（1800年 - 1871年） - 『男達鍾馗半兵衛』[12]
- 三代目 關三十郞（1805年 - 1871年） - 『名誉仁政録』[11]
- 五代目 坂東彦三郎（1832年 - 1877年） - 『春霞大江戸達引』[12]

## フィルモグラフィ
日本映画データベース、キネマ旬報映画データベース等にみられる「鍾馗半兵衛」（鍾馗の半兵衛）の登場する劇映画一覧である。末尾の俳優が半兵衛を演じた。
- 『鍾馗の半兵衛』 : 監督牧野省三、製作日活京都撮影所、配給日活、1912年公開 - 尾上松之助[3]

## 妻
鍾馗半兵衛女房 お千代（しょうき はんべえ にょうぼう おちよ）は、歌舞伎狂言『名誉仁政録』の登場人物である。実在の人物であるかは定かではない。1852年（嘉永5年）、三代目歌川豊国（歌川国貞）が市村座での『名誉仁政録』を描き、初代坂東しうかが演じた姿が登場している。